# Meschers-sur-Gironde
Meschers-sur-Gironde is een gemeente in het Franse departement Charente-Maritime (regio Nouvelle-Aquitaine). De plaats maakt deel uit van het arrondissement Saintes. Meschers-sur-Gironde telde op 1 januari 2022 3.165 inwoners.

## Geografie
De oppervlakte van Meschers-sur-Gironde bedroeg op 1 januari 2022 15,98 vierkante kilometer; de bevolkingsdichtheid was toen 198,1 inwoners per km².
De onderstaande kaart toont de ligging van Meschers-sur-Gironde met de belangrijkste infrastructuur en aangrenzende gemeenten.

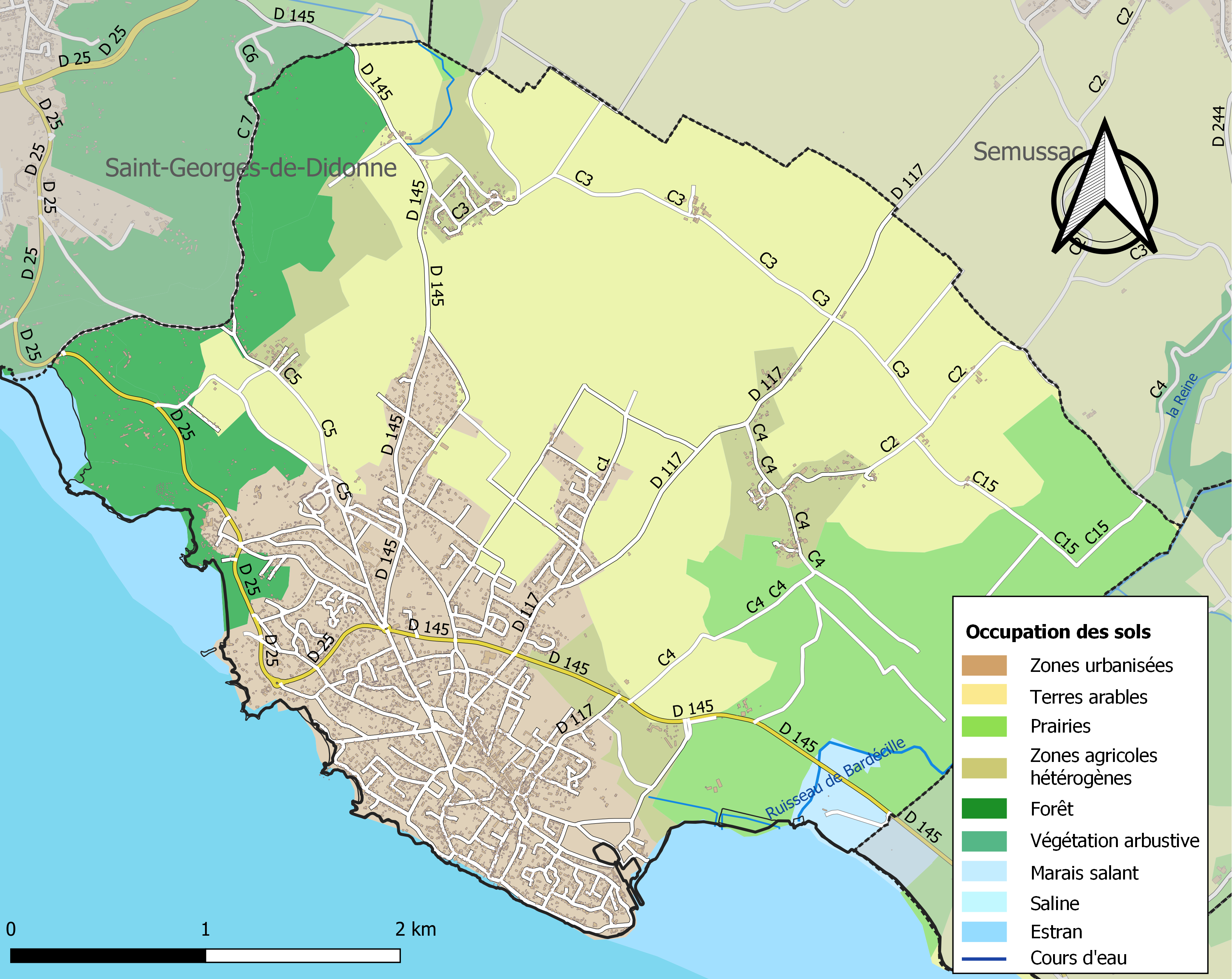

## Demografie
Onderstaande figuur toont het verloop van het inwonertal (bron: INSEE-tellingen).